# مورییو د گایگو
مورییو د گایگو (به اسپانیایی: Murillo de Gállego) یک دهستان در اسپانیا است که در استان ساراگوسا واقع شده‌است. مورییو د گایگو ۵۴ کیلومتر مربع مساحت و ۱۸۲ نفر جمعیت دارد.